# Colonelganj
Colonelganj är en ort i Indien.   Den ligger i distriktet Gonda och delstaten Uttar Pradesh, i den norra delen av landet, 500 km öster om huvudstaden New Delhi. Colonelganj ligger 110 meter över havet och antalet invånare är 25 503.
Terrängen runt Colonelganj är mycket platt. Runt Colonelganj är det tätbefolkat, med 683 invånare per kvadratkilometer. Colonelganj är det största samhället i trakten. Trakten runt Colonelganj består till största delen av jordbruksmark.